# Paul van Zeeland
Paul van Zeeland (ur. 11 listopada 1893 w Soignies, zm. 22 września 1973) – belgijski polityk katolicki, ekonomista. Pełnił funkcję premiera Belgii (25 marca 1935 – 23 listopada 1937). Prezes Komitetu Uciekinierów, mającego siedzibę w Londynie. W 1944 wysoki komisarz ds. repatriacji Belgów. Prezydent Europejskiej Ligi Współpracy Ekonomicznej (ELEC) w latach 1947–1949. Kawaler Orderu Orła Białego.